# Synema glaucothorax
Synema glaucothorax es una especie de araña del género Synema, familia Thomisidae.

## Distribución
Esta especie se encuentra en Brasil.

## Taxonomía
Fue descrita por Piza en 1934.
Tratamiento taxonómico
La especie aparece registrada y publicada en Novos thomisidas do Brasil. Revista de Biologia e Hygiene, Sao Paolo 5(1): 1–6.